# Guerre dell'acqua in California

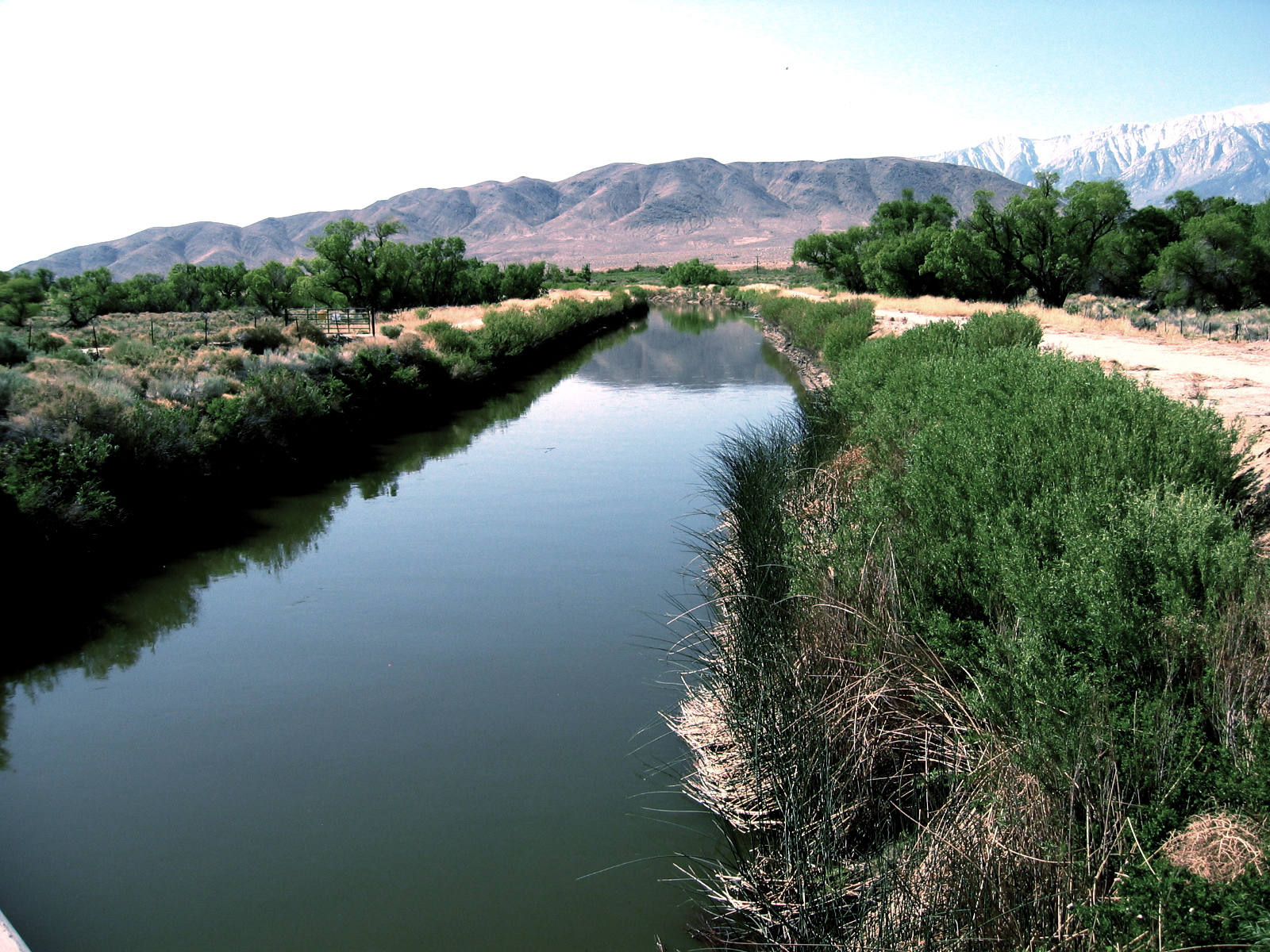
L'acquedotto di Los Angeles nella Valle di Owens

Le guerre dell'acqua in California (inglese: California Water Wars) furono una serie di conflitti per lo sfruttamento delle risorse idriche tra la città di Los Angeles e gli agricoltori e i proprietari di ranch della Valle di Owens nella California orientale.
Via via che Los Angeles cresceva alla fine del XIX secolo, il suo approvvigionamento idrico cominciò ad essere insufficiente. Fred Eaton, sindaco della città, si rese conto che l'acqua poteva essere portata dalla Valle di Owens a Los Angeles attraverso un acquedotto. La costruzione dell'acquedotto fu supervisionata da William Mulholland e fu terminata nel 1913. I diritti di utilizzazione dell'acqua furono acquisiti attraverso lotte politiche nonché, come scrisse un autore, attraverso "trucchi legali, sotterfugi ... e una strategia di menzogne".:62
Dal 1913, il fiume Owens fu deviato a Los Angeles, causando la rovina dell'economia della valle. Entro gli anni 1920, era stata deviata così tanta acqua dalla Valle di Owens che l'agricoltura divenne difficile. Questo portò gli agricoltori esasperati a tentare di distruggere l'acquedotto nel 1924. Nello scontro Los Angeles ebbe la meglio e continuò a portare l'acqua dalla Valle di Owens. Entro il 1926, il Lago Owens sul fondo della valle era completamente prosciugato a causa della deviazione dell'acqua.
I fabbisogni idrici di Los Angeles continuarono a crescere. Nel 1941, Los Angeles deviò l'acqua che precedentemente alimentava il Lago Mono, a nord della Valle di Owens, nell'acquedotto. L'ecosistema del lago Mono per gli uccelli migratori fu minacciato dai livelli dell'acqua in calo. Tra il 1979 e il 1994, David Gaines e il Comitato del lago Mono si impegnarono in una causa con Los Angeles. La causa costrinse infine Los Angeles a smettere di deviare l'acqua intorno al lago Mono, che ha iniziato a risalire a un livello in grado di sostenere il suo ecosistema.

## La Valle di Owens prima delle guerre dell'acqua

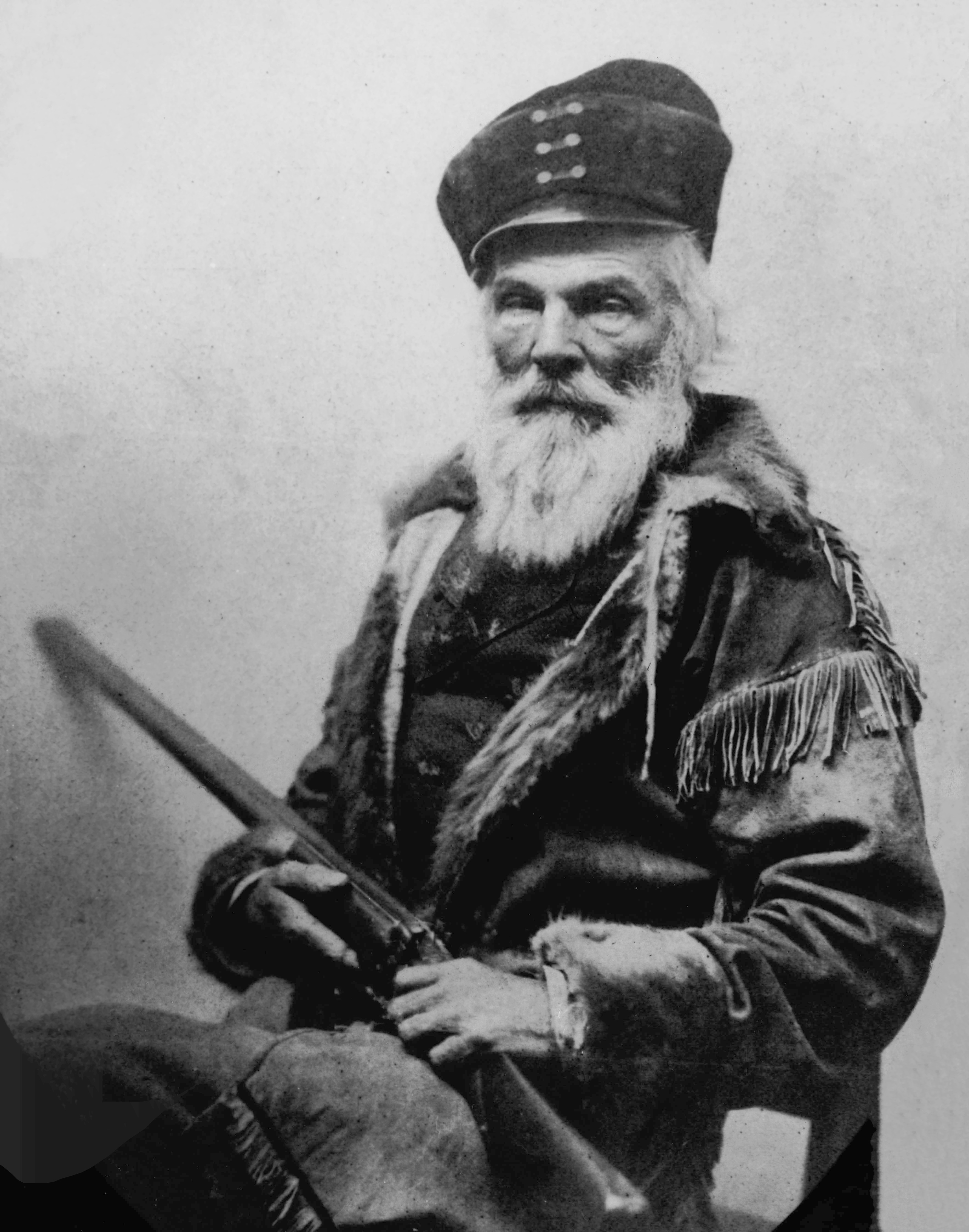
Joseph Reddeford Walker esplorò la Valle di Owens

I Nativi paiute erano gli abitanti originali che vivevano nella valle e usavano l'irrigazione per coltivare le colture.:59
Nel 1833, Joseph Reddeford Walker guidò la prima spedizione conosciuta nell'area della California centrale che in seguito sarebbe stata chiamata la Valle di Owens. Walker vide che le condizioni del suolo della valle erano peggiori di quelle sull'altro lato della catena della Sierra Nevada, e che il ruscellamento dalle montagne era assorbito nell'arido terreno desertico. Dopo che gli Stati Uniti d'America ottennero il controllo della California nel 1848, il primo rilevamento pubblico del terreno condotto da A.W. von Schmidt dal 1855 al 1856 fu un passo iniziale per assicurare il controllo governativo sulla valle. Von Schmidt riportò che il suolo della valle non era buono per l'agricoltura tranne che per la terra vicino ai ruscelli e affermò scorrettamente che la "Valle di Owens [era] priva di valore per l'Uomo Bianco.":23
Nel 1861, Samuel Bishop e gli altri proprietari di ranch iniziarono ad allevare bestiame sui rigogliosi pascoli che crescevano nella Valle di Owens. I proprietari dei ranch entrarono in conflitto con i Paiute per l'uso della terra e dell'acqua, e la maggior parte dei Paiute fu scacciata dalla valle dall'Esercito statunitense nel 1863, durante la guerra indiana della Valle di Owens.
Molti coloni vennero nell'area attirati dal sogno di arricchirsi con l'attività mineraria. La disponibilità di acqua proveniente dal fiume Owens rendeva l'agricoltura e l'allevamento di bestiame attraente.:60 L'Homestead Act del 1862 diede ai pionieri cinque anni per reclamare e ottenere la proprietà della loro terra per una piccola tassa di registrazione e un costo di 1,25 dollari per acro. L'Homestead Act limitò la terra che un singolo individuo poteva possedere a 160 acri (64,7 ha) al fine di favorire la creazione di piccole fattorie.
La quantità di terra pubblica occupata alla fine degli anni 1870 e all'inizio degli anni 1880 era ancora relativamente piccola. Il Desert Land Act del 1877 permise agli individui di acquisire un'area maggiore, fino a 640 acri (259,0 ha), nella speranza si attirare più coloni dando loro abbastanza terra da rendere convenienti il loro insediamento e le loro spese per la terra stessa, ma "non includeva nessun obbligo di residenza".:39 Entro il 1866, era cominciata la rapida acquisizione della terra ed entro la metà degli anni 1890, la maggior parte della terra nella Valle di Owens era stata reclamata. Il grande numero di domande fatte da speculatori terrieri ostacolarono lo sviluppo della regione perché gli speculatori non avrebbero partecipato alla realizzazione dei canali e dei fossati.
Prima dell'acquedotto di Los Angeles, la maggior parte delle 200 miglia (320 km) di canali e di fossati che costituivano il sistema di irrigazione nella Valle di Owens erano a nord, mentre la regione meridionale della valle era abitata perlopiù da gente che allevava bestiame. I sistemi di irrigazione creati dalle compagnie che avevano scavato i canali non avevano un drenaggio adeguato e di conseguenza sovrasaturarono il suolo al punto che non si potevano più coltivare colture. I sistemi di irrigazione abbassarono anche il livello dell'acqua nel Lago Owens, un processo che fu in seguito intensificato dalla deviazione dell'acqua nell'acquedotto di Los Angeles. Al principio del XX secolo, la parte settentrionale della Valle di Owens si volse alla produzione di frutta e latticini e all'allevamento di pollame.

## L'acquedotto di Los Angeles: l'inizio delle guerre dell'acqua

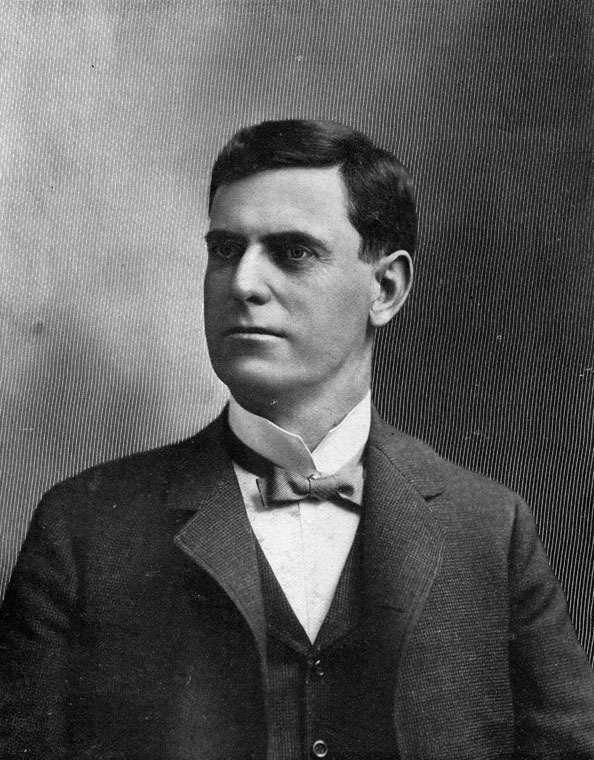
Frederick Eaton

Frederick Eaton e William Mulholland furono due attori cruciali nelle guerre dell'acqua in California. Erano amici, avendo lavorato insieme nella Los Angeles Water Company ("Società idrica di Los Angeles", allora un'azienda privata) negli anni 1880. Nel 1886, Eaton divenne ingegnere comunale e Mulholland divenne sovrintendente della Water Company. Nel 1898, Eaton fu eletto sindaco di Los Angeles, e fu strumentale nel portare la Water Company sotto il controllo del comune nel 1902. Quando la società divenne il Los Angeles Water Department ("Dipartimento dell'acqua di Los Angeles"), Mulholland continuò a fare il sovrintendente, grazie alla sua vasta conoscenza del sistema idrico della città.
Eaton e Mulholland avevano la visione di una Los Angeles destinata a diventare di gran lunga più grande della Los Angeles del principio del XX secolo. Il fattore limitante della crescita di Los Angeles era però l'approvvigionamento idrico. "Se non prenderai l'acqua, non ti servirà," osservò Mulholland con una frase rimasta famosa. Eaton e Mulholland si resero conto che la Valle di Owens riceveva una grande quantità di acqua di ruscellamento dalla vicina Sierra Nevada e che un acquedotto alimentato a gravità poteva trasportare l'acqua di Owens a Los Angeles.:3

### Ottenimento dei diritti di utilizzazione dell'acqua, 1902-1907
Al principio del XX secolo, lo United States Bureau of Reclamation ("Ufficio di bonifica degli Stati Uniti"), all'epoca noto come lo United States Reclamation Service, stava progettando di costruire un sistema di irrigazione per aiutare gli agricoltori della Valle di Owens, il che avrebbe impedito a Los Angeles di deviare l'acqua.
Dal 1902 al 1905, Eaton e Mulholland usarono metodi subdoli per ottenere i diritti di sfruttamento delle acque della Valle di Owens e bloccare il Bureau of Reclamation.:62:152 L'ingegnere regionale del Bureau, Joseph Lippincott, era un socio stretto di Eaton.:63 Attraverso Lippincott, Eaton era lui stesso un agente nominale del Bureau, così aveva accesso a informazioni riservate sui diritti di sfruttamento dell'acqua e poteva raccomandare al Bureau azioni che avrebbero recato beneficio a Los Angeles.:64 In cambio, mentre era impiegato presso il Bureau, Lippincott lavorava anche come consulente privato retribuito per Eaton, consigliando Los Angeles sul modo migliore per ottenere i diritti di utilizzazione dell'acqua.:68
Nel 1905, per riuscire ad acquisire i diritti sull'acqua, Eaton fece elevate offerte per acquistare terra nella Valle di Owens.:66 La bramosia di Eaton suscitò sospetti in alcuni abitanti della contea di Inyo.:66 Eaton infatti comprava la terra come privato cittadino, sperando di rivenderla a Los Angeles con un notevole profitto. Eaton asserì in un'intervista al Los Angeles Express nel 1905 che aveva ceduto tutti i suoi diritti di utilizzazione dell'acqua al comune di Los Angeles senza essere pagato per essi, "tranne per il fatto che ho trattenuto il bestiame che sono stato costretto a prendere nel fare gli accordi... e dei terreni con prati di montagna senza alcun valore tranne che per il pascolo". Eaton si trasferì nella Valle di Owens per diventare un allevatore di bestiame in un ranch sulla terra che aveva acquistato.:78 Eaton negò sempre di aver agito in maniera ingannevole.
Mullholland ingannò l'opinione pubblica di Los Angeles sottostimando notevolmente la quantità di acqua disponibile localmente per la crescita di Los Angeles.:73 Mullholland ingannò anche i residenti della Valle di Owens: dichiarò infatti che Los Angeles avrebbe usato soltanto i flussi inutilizzati nella Valle, mentre in realtà progettava di usare i diritti completi di sfruttamento delle acque per riempire l'acquifero della Valle di San Fernando.:73
Entro il 1907, Eaton era impegnato ad acquisire i più importanti diritti di utilizzazione dell'acqua, recandosi spesso a Washington per incontrarsi con i consiglieri di Theodore Roosevelt per convincerli che l'acqua del fiume Owens sarebbe stata più utile scorrendo dai rubinetti a Los Angeles che usata per i campi e i frutteti della Valle di Owens.
La disputa per l'acqua del fiume Owens divenne una disputa politica a Washington. Los Angeles aveva bisogno dei diritti di passaggio attraverso i terreni federali per costruire l'acquedotto. Il senatore della California Frank Flint promosse un disegno di legge per concedere i diritti di passaggio, ma il membro del Congresso Sylvester Smith della contea di Inyo si oppose al disegno di legge. Smith sostenne che irrigare la California meridionale non era più importante che irrigare la Valle di Owens. Mentre si stava negoziando un compromesso, Flint si appellò al presidente Roosevelt. Roosevelt si incontrò con Flint, con il segretario degli Interni Ethan A. Hitchcock, con il commissario dell'Ufficio delle foreste Gifford Pinchot e con il direttore del Servizio geologico Charles D. Walcott. In questo incontro, Roosevelt decise a favore di Los Angeles.
Molti sostengono che Los Angeles pagò un prezzo ingiustamente basso agli agricoltori della Valle di Owens per la loro terra.:504 Gary Libecap dell'Università della California, Santa Barbara osservò che il prezzo che Los Angeles era disposta a pagare altre sorgenti idriche per piede acro di acqua era di gran lunga più alto di quanto alla fine ricevettero gli agricoltori di Owens.:89 Gli agricoltori che resistettero alle pressioni di Los Angeles fino al 1930 ricevettero il prezzo più alto per la loro terra; la maggior parte degli agricoltori però vendettero la loro terra dal 1905 al 1925, e ricevettero meno di quanto Los Angeles fosse effettivamente disposta a pagare. Tuttavia, va anche sottolineato che la vendita della loro terra portò agli agricoltori un reddito sostanzialmente maggiore che se si fossero tenuti la terra per la coltivazione e l'allevamento nei ranch.:90 Nessuna delle vendite fu fatta sotto la minaccia di espropriazione per pubblica utilità.
L'acquedotto fu venduto ai cittadini di Los Angeles come vitale per la crescita della città. All'insaputa del pubblico, l'acqua iniziale sarebbe stata usata per irrigare la Valle di San Fernando a nord, che al tempo non faceva parte della città.:74–76:152 Da un punto di vista idrologico, la Valle di San Fernando era ideale: il suo acquifero poteva servire come riserva idrica libera senza evaporazione.:73 Un ostacolo all'irrigazione era lo Statuto della città di Los Angeles, che proibiva la vendita, la licenza o altri uso dell'acqua della città senza l'approvazione di due terzi degli elettori.:18 Questa limitazione statutaria sarebbe stata evitata attraverso l'annessione alla città di una grande porzione della Valle di San Fernando.:133 L'annessione avrebbe anche innalzato il limite dell'indebitamento di Los Angeles, che consentiva il finanziamento dell'acquedotto.:74
Il cartello terriero di San Fernando era un gruppo di ricchi investitori che comprarono grandi distese di terra nella Valle di San Fernando sfruttando le informazioni interne segrete avute da Eaton. Il cartello includeva amici di Eaton, come Harrison Gray Otis ed Henry E. Huntington. Questo cartello fece notevoli sforzi per appoggiate l'approvazione dell'emissione obbligazionaria che finanziava l'acquedotto. Si dice che questi sforzi includessero anche lo scaricamento dell'acqua dai bacini idrici di Los Angeles nelle fogne (creando così una falsa siccità) e la pubblicazione di articoli allarmistici sul Los Angeles Times, di cui Otis era l'editore.:185:152 Remi Nadeau, uno storico e autore,:102 contestò che l'acqua fosse stata scaricata dai bacini idrici, perché il sistema fognario non poteva essere collegato a questi ultimi. Il cartello comunque riusci effettivamente a unire la comunità degli affari dietro all'acquedotto, e i suoi acquisti di terreni erano ormai pubblici quando si svolse la votazione sull'acquedotto.:440

### La costruzione e il funzionamento dell'acquedotto, 1908-1928

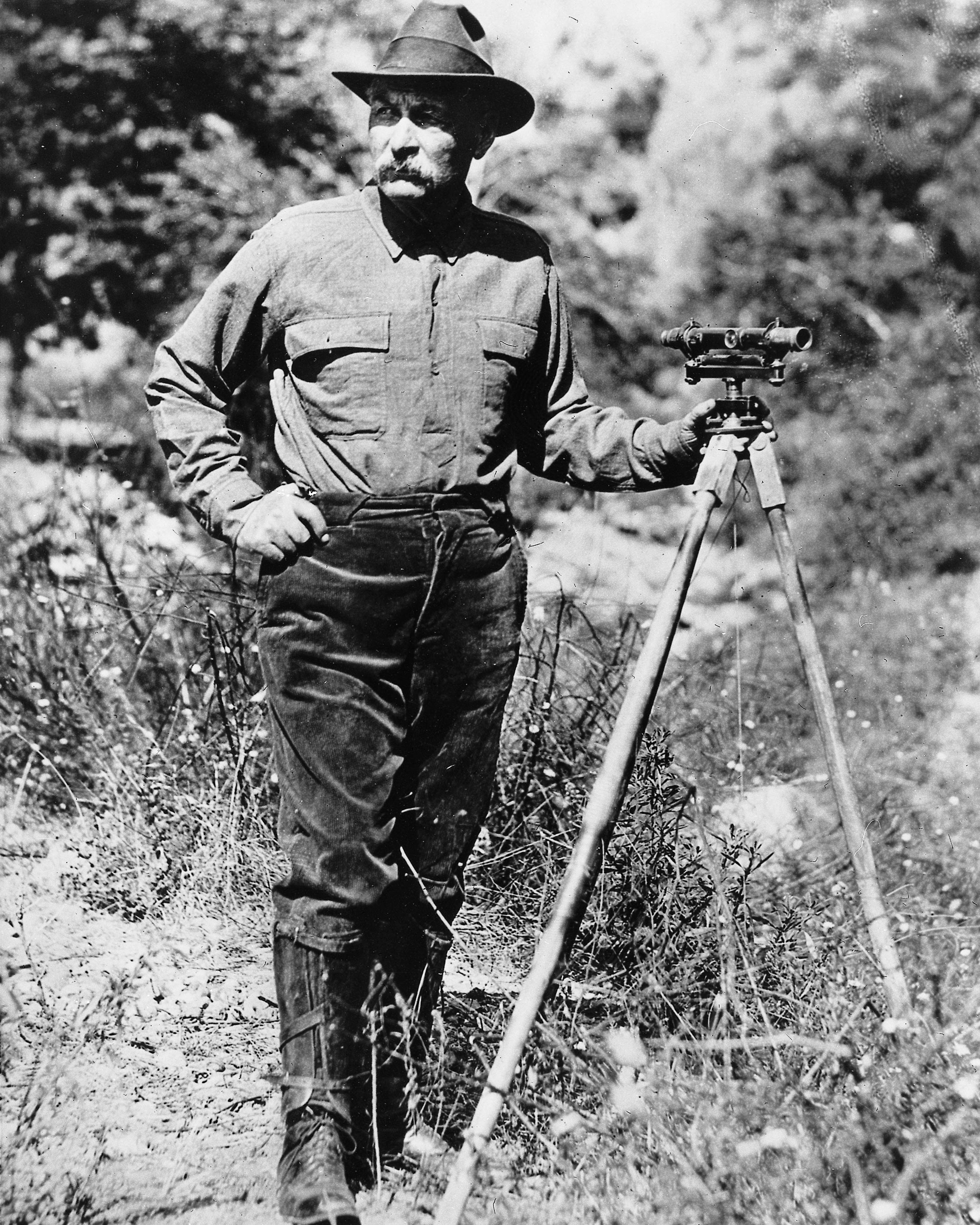
William Mulholland con un cannocchiale topografico, ca. 1908-1913

Dal 1907 fino al 1913, Mulholland diresse la costruzione dell'acquedotto. L'acquedotto di Los Angeles, lungo 233-miglio (375 km) e inaugurato nel novembre 1913, richiese l'impiego di più di 2.000 operai e lo scavo di 164 gallerie.:151–153 La nipote di Mulholland ha dichiarato che la complessità del progetto fu paragonabile alla costruzione del Canale di Panama. L'acqua proveniente dal fiume Owens raggiunse un bacino idrico nella Valle di San Fernando il 5 novembre 1913. In una cerimonia quel giorno, Mulholland pronunciò le sue famose parole su questa impresa ingegneristica: "There it is. Take it." (ossia, "Eccola. Prendetevela.")
Dopo che l'acquedotto fu completato nel 1913, gli investitori di San Fernando pretesero così tanta acqua dalla Valle di Owens che essa cominciò a trasformarsi dalla "Svizzera della California" in un deserto. A Mulholland fu impedito di prelevare acqua supplementare dal fiume Colorado, così decise di prendere tutta l'acqua disponibile dalla Valle di Owens.:89
Nel 1923, gli agricoltori e i proprietari di ranch formarono una cooperativa di irrigazione guidata da Wilfred e Mark Watterson, proprietari della Inyo County Bank. Sfruttando il rancore personale di alcuni degli agricoltori, Los Angeles riuscì ad acquisire alcuni dei principali diritti di utilizzazione dell'acqua della cooperativa. Dopo che questi diritti di utilizzo furono assicurati, gli afflussi nel Lago Owens furono pesantemente deviati, il che fece prosciugare il lago entro il 1924.
Quello stesso anno, gli agricoltori e i proprietari di ranch, esasperati, si ribellarono. Una serie di provocazioni da parte di Mulholland furono, a loro volta, seguite da corrispondenti minacce da parte degli agricoltori locali e dalla distruzione dei beni della città di Los Angeles.:93 Infine, un gruppo di proprietari di ranch armari sequestrò le chiuse Alabama e fece esplodere con la dinamite una parte del sistema, facendo ritornare l'acqua nel fiume Owens.

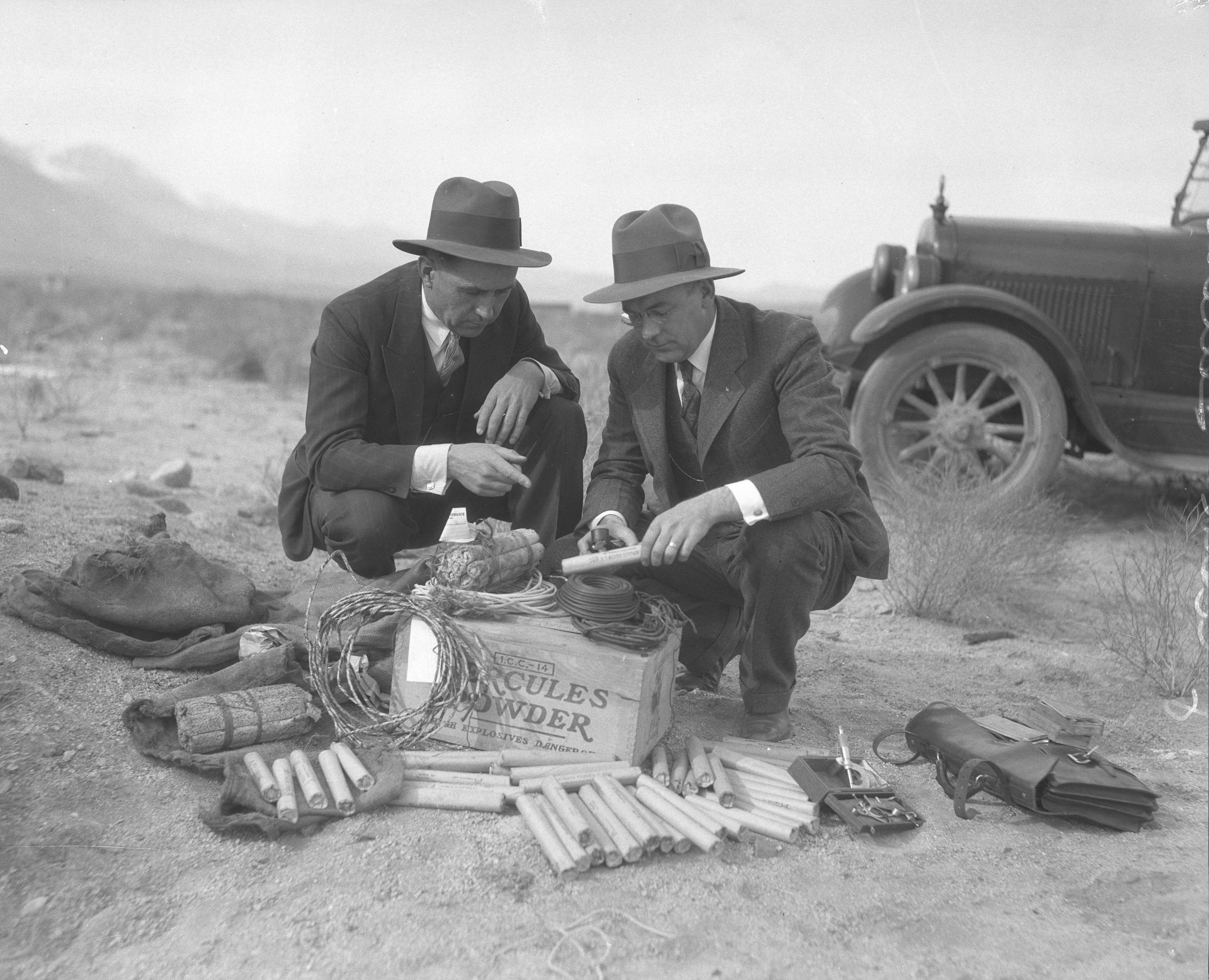
Dinamite trovata durante gli incidenti di sabotaggio dell'acquedotto della Valle di Owens, 1924 circa

Nell'agosto del 1927, quando il conflitto era al suo culmine. l'Inyo County Bank andò in rovina, il che minò profondamente la resistenza della valle. Una verifica contabile rivelò che ci erano ammanchi sia nei contanti in cassaforte sia negli importi mostrati nei libri. I fratello Watterson furono incriminati per appropriazione indebita, poi processati e dichiarati colpevoli di trentasei capi d'imputazione. Poiché tutti gli affari locali erano stati trattati attraverso la loro banca, la chiusura lasciò commercianti e clienti con poco più delle piccole somme di denaro che avevano in cassa. I fratelli sostennero che la frode era stata fatta per il bene della Valle di Owens contro Los Angeles, e nella contea di Inyo era generalmente ritenuta vera.:97 Il fallimento della banca spazzò via i risparmi di una vita di molte persone, inclusi i pagamenti guadagnati dalla vendita della case e dei ranch a Los Angeles.
Di fronte al crollo della resistenza e dell'economica della Valle di Owens, gli attacchi all'acquedotto cessarono. Il comune di Los Angeles patrocinò una serie di programmi di riparazione e manutenzione per gli impianti dell'acquedotto, che stimolarono un po' di occupazione locale e gli addetti al servizio idrico di Los Angeles furono pagati con un mese di anticipo per dare un po' di sollievo. Ma fu impossibile impedire a molte aziende di chiudere i battenti.
Il comune di Los Angeles continuò ad acquistare appezzamenti di terreno privati e i relativi diritti di utilizzazione dell'acqua per soddisfare le crescenti richieste. Entro il 1928, Los Angeles possedeva il 90 per cento dell'acqua della Valle di Owens e le attività agricole nella regione erano sostanzialmente morte.

## Il secondo acquedotto della Valle di Owens, 1970-presente

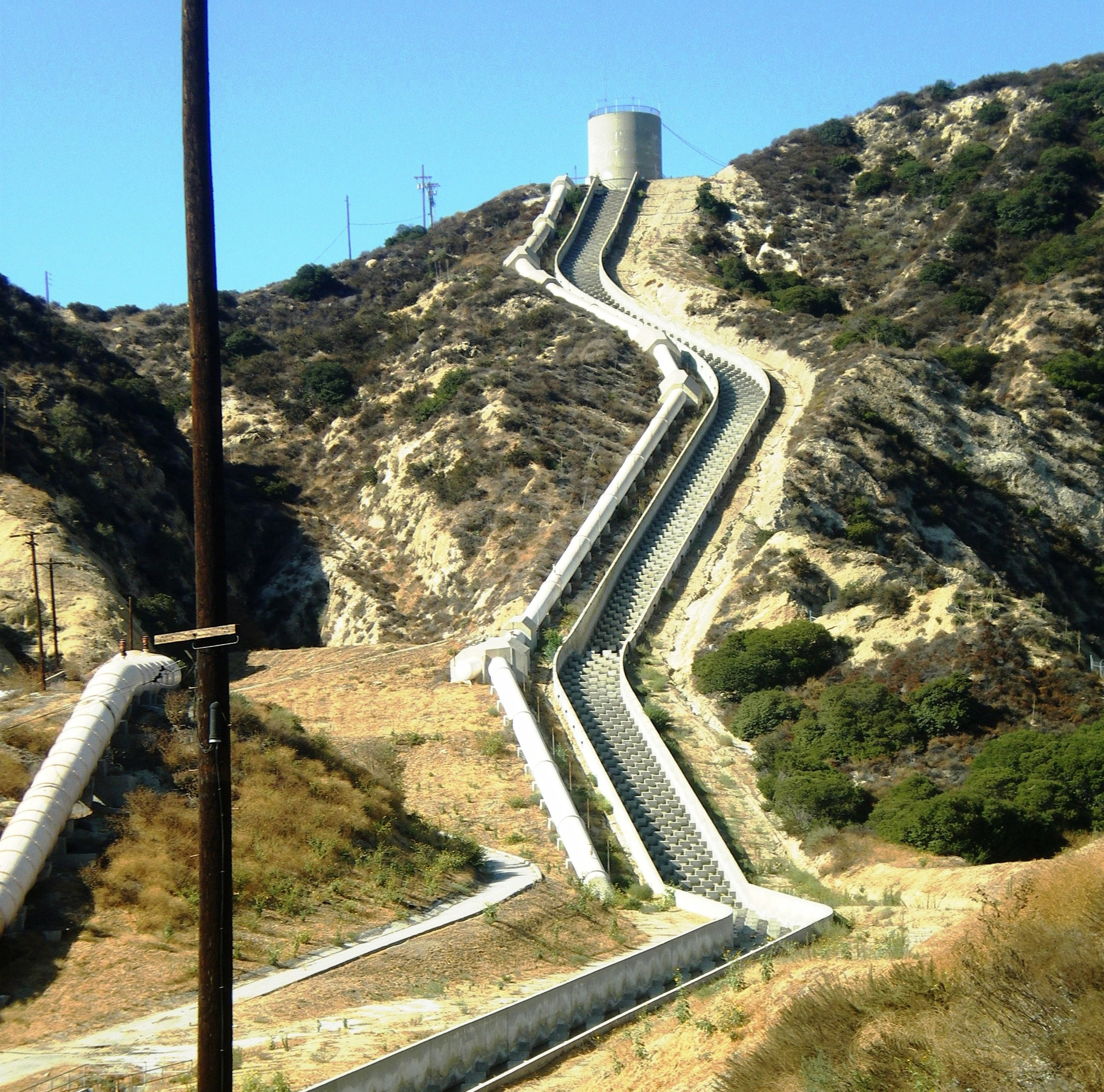
Terminale del secondo acquedotto di Los Angeles, vicino a Sylmar.

Nel 1970, il LADWP completò un secondo acquedotto.:539 Nel 1972, l'agenzia cominciò a deviare più acqua superficiale e pompò acqua freatica alla velocità di parecchi piedi-acro all'anno (parecchi metri cubi al secondo). Le sorgenti e le zone di stillicidio della Valle di Owens si prosciugarono e scomparvero e la vegetazione dipendente dall'acqua freatica cominciò a morire.
Poiché il LADWP non aveva mai completato una valutazione d'impatto ambientale (VIA) riguardante gli impatti del pompaggio dell'acqua freatica, la contea di Inyo citò in giudizio Los Angeles in base ai termini del California Environmental Quality Act ("Legge sulla qualità ambientale della California"). Los Angeles non smise di pompare acqua freatica, ma presentò una breve VIA nel 1976 e una seconda nel 1979, entrambe le quali furono respinte dai tribunali come inadeguate.
Nel 1991, la contea di Inyo e la città di Los Angeles firmarono l'"Accordo a lungo termine sull'acqua" (Inyo-Los Angeles Long Term Water Agreement), che richiedeva che il popmpaggio dell'acqua freatica fosse gestito in modo da evitare impatti significativi, pur fornendo un approvvigionamento idrico affidabile per Los Angeles. Nel 1997, la contea di Inyo, Los Angeles, il Comitato della Valle di Owens, il Sierra Club e altre parti interessate firmarono un memorandum d'intesa che specificava i termini in base ai quali il basso fiume Owens avrebbe riavuto l'acqua entro il 2003 come parziale mitigazione del danno arrecato alla Valle di Owens.
Malgrado i termini dell'Accordo a lungo termine sull'acqua, gli studi del Dipartimento dell'acqua della contea di Inyo dal 2003 in poi mostrarono che gli impatti sulla vegetazione della valle dipendente dall'acqua freatica, come i prati alcalini, continuavano. Parimenti, Los Angeles non ridiede l'acqua al basso fiume Owens entro la scadenza del giugno 2003. Nel dicembre del 2003, il LADWP raggiunse un accordo sull'azione legale promossa dal procuratore generale della California Bill Lockyer, dal Comitato della Valle di Owens e dal Sierra Club. In base ai termini dell'accordo, le scadenze per il progetto del fiume Owens furono riviste e il LADWP doveva restituire l'acqua al basso fiume Owens entro il 2005. Questa scadenza fu superata, ma il 6 dicembre 2006 si tenne una cerimonia presso lo stesso sito dove William Mulholland aveva formalmente aperto l'acquedotto che aveva chiuso il flusso attraverso il fiume Owens, per riavviarlo nel fiume stesso lungo 62 miglia (100 km). David Nahai, presidente della Commissione per l'acqua e l'energia di Los Angeles, ribatté alle parole di Mulholland del 1913 dicendo: "There it is ... take it back." (cioè "Eccola ... riprendetevela.")
Nondimeno, il pompaggio dell'acqua freatica continua ancora oggi a una velocità superiore a quella alla quale l'acqua ricarica l'acquifero, producendo come risultato una tendenza a lungo termine di desertificazione nella Valle di Owens.

## Lago Mono
Entro gli anni 1930, i fabbisogni idrici di Los Angeles continuarono a crescere. Il LADWP cominciò a comprare i diritti di utilizzazione dell'acqua del Bacino di Mono (il bacino successivo a nord della Valle di Owens).:38 Fu costruita un'estensione dell'acquedotto, che incluse imprese ingegneristiche come la costruzione di gallerie attraverso i Crateri di Mono (un campo vulcanico attivo). Entro il 1941, l'estensione era finita e l'acqua di vari torrenti (come il Rush Creek) fu deviata nell'acquedotto. Per soddisfare la legge idrica della California, il LADWP creò un vivaio ittico sull'Hot Creek, vicino a Mammoth Lakes (California).

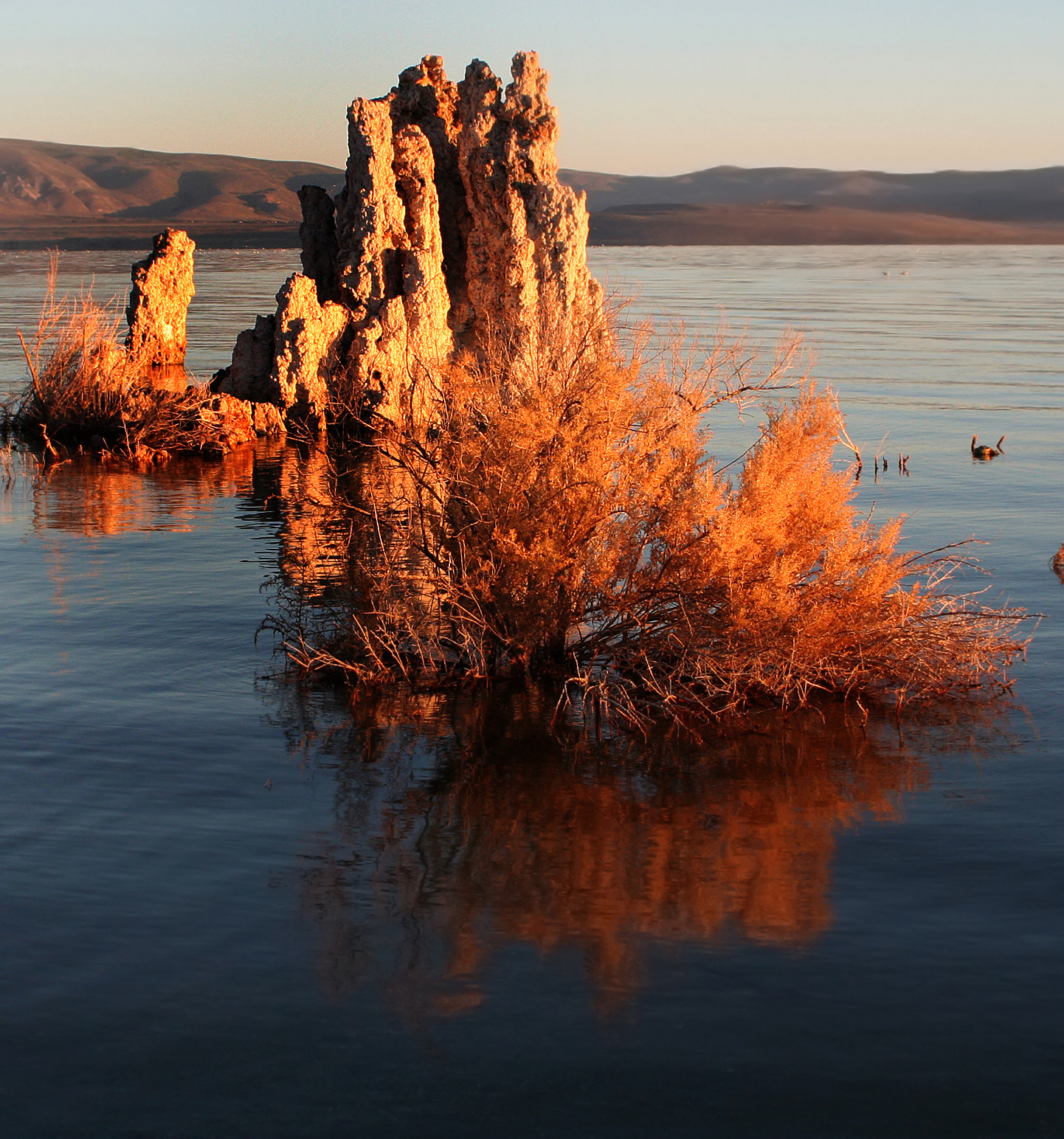
Le torri di tufo nel Lago Mono furono esposte dalle deviazioni di acqua.

I torrenti deviati avevano alimentato il Lago Mono, un corpo idrico interno senza sbocchi. Il Lago Mono serviva da collegamento vitale con l'ecosistema, dove facevano il nido gabbiani e uccelli migratori. Poiché i torrenti furono deviati, il livello dell'acqua nel Lago Mono cominciò a calare, esponendo le sottostanti formazioni di tufo.:180 L'acqua divenne sempre più salina e alcalina, minacciando i gamberetti d'acqua salata che vivevano nel lago, nonché gli uccelli che facevano il nido sulle due isole (Isola di Negit e Isola di Paoha) nel lago.:91 I livelli di acqua calanti cominciavano infatti a creare un ponte tra la terraferma e l'Isola di Negit, il che consentiva per la prima volta ai predatori di nutrirsi delle uova degli uccelli.
Nel 1974, David Gaines cominciò a studiare la biologia del Lago Mono. Nel 1975, mentre era a Stanford, iniziò a far interessare altri all'ecosistema del Lago Mono. Questo portò nel 1977 a un rapporto sull'ecosistema del lago che mise in evidenza i pericoli causati dalle deviazioni dell'acqua. Nel 1978, fu formato il Comitato del Lago Mono per la protezione del lago. Il Comitato (e la National Audubon Society) citò in giudizio il LADWP nel 1979, sostenendo che le deviazioni violavano la dottrina della fiducia pubblica (public trust doctrine), che afferma che i corpi idrici navigabili devono essere gestiti a beneficio di tutto il popolo. La disputa raggiunse la Corte suprema della California entro il 1983, che decise in favore del Comitato. Nel 1984 fu iniziata un'ulteriore disputa, che asseriva che il LADWP non rispettava le leggi dello stato sulla protezione delle zone di pesca.
Alla fine, tutte le dispute furono decise in sede arbitrale nel 1994, dalla Commissione statale per il controllo delle risorse idriche (State Water Resources Control Board, SWRCB) della California. Le udienze del SWRCB durarono for 44 giorni e furono condotte dal vicepresidente della Commissione Marc Del Piero che fungeva da funzionario unico dell'udienza. In quella decisione (SWRCB Decision 1631), il SWRCB stabilì significativi parametri per la protezione della fiducia pubblica e il ripristino degli ecosistemi, e al LADWP fu richiesto di liberare acqua nel Lago Mono per innalzarne il livello di 20 piedi (6,1 m) sopra l'allora attuale livello di 25 piedi (7,6 m) sotto il livello del 1941. Al 2011, il livello dell'acqua nel Lago Mono era salito solo di 13 piedi (4,0 m) dei 20 piedi (6,1 m) richiesti. Los Angeles compensò l'acqua perduta attraverso progetti di conservazione e riciclo finanziati dallo stato.

## Central Valley
Nel febbraio del 2014, dopo tre anni consecutivi di piogge al di sotto del normale, la California affrontò la sua più grave emergenza per siccità da decenni, con le popolazioni ittiche nel Delta del Sacramento in una crisi senza precedenti a causa dei decenni di massicce esportazioni di acqua dalla California settentrionale al sud del Delta attraverso i progetti idrici statali e federali. "Le zone di pesca... la gente e la prosperità economica della California settentrionale sono in grave rischio", secondo Bill Jennings, direttore della California Sportfishing Protection Alliance ("Alleanza per la protezione della pesca sportiva della California") Mezzo milione di acri di terreno agricolo della Central Valley era presumibilmente in pericolo di finire a maggese a causa della siccità. Il 5 febbraio 2014 la Camera approvò un disegno di legge per aumentare i flussi dal Delta del Sacramento alla Central Valley, il Sacramento-San Joaquin Valley Emergency Water Delivery Act (H.R. 3964; 113th Congress) ("Legge sul trasporto idrico di emergenza nella Valle del Sacramento-San Joaquin (C.R. 3964; 113º Congresso)". Questo avrebbe sospeso i recentissimi sforzi per ripristinare il fiume San Joaquin dal 2009, avviati dopo 18 anni di dispute, con accresciuti rilwsci dalla Diga di Friant a est di Fresno. Le senatrici democratiche Dianne Feinstein e Barbara Boxer proposero una legislazione di emergenza contro la siccità con 300 milioni di dollari di aiuti, e di accelerare le revisioni ambientali dei progetti idrici, in modo che i funzionari statali e federali avessero la "flessibilità operativa" per spostare l'acqua a sud, dal delta alle fattorie della Valle di San Joaquin.
Il 14 febbraio 2014, il presidente Barack Obama fece una visita vicino a Fresno e annunciò iniziative per un valore di 170 milioni di dollari, con 100 milioni di dollari per i proprietari di ranch che affrontavano perdite di bestiame e 60 milioni di dollari per aiutare le banche del cibo. Obama scherzò sulla storia lunga e incendiaria della politica idrica in California, dicendo: "Non ho intenzione di immischiarmi in questo. Voglio uscire vivo il giorno di San Valentino."

## Documentari e narrativa
Le guerre dell'acqua in California erano tra gli argomenti discussi in Cadillac Desert, un libro di saggistica del 1984 di Marc Reisner sullo sviluppo terriero e sulla politica idrica negli Stati Uniti occidentali. Il libro fu trasposto in un documentario in quattro parti con lo stesso titolo nel 1997.
Il film del 1974 Chinatown fu ispirato dalle guerre dell'acqua in California e mostra una versione romanzata del conflitto come elemento centrale della trama.